# Асеньо Пелегрина, Хуан Хосе
Хуан Хосе Асеньо Пелегрина (исп. Juan José Asenjo Pelegrina; род. 15 октября 1945, Сигуэнса, Испания) — испанский прелат. Титулярный епископ Ицирианы и вспомогательный епископ Толедо с 27 февраля 1997 по 28 июля 2003. Епископ Кордовы с 28 июля 2003 по 13 ноября 2008. Коадъютор архиепископа Севильи с 13 ноября 2008 по 9 ноября 2009. Архиепископ Севильи с 9 ноября 2009 по 17 апреля 2021.